# Raymond M. Kennedy
Pour les articles homonymes, voir Kennedy.
Raymond McCormick Kennedy (né à New Brighton en Pennsylvanie, en 1891 et mort à Glendale en Californie, le 11 mai 1976) est un architecte américain chargé de la construction de nombreux bâtiments dans la région de Los Angeles, dont le Grauman's Chinese Theatre situé sur Hollywood Boulevard construit de 1926 à 1927.

## Réalisations
(liste non exhaustive)
- First Church Christian Scientists, Los Angeles
- First Church Christian Scientists, Glendale
- Fox Theatre (en), Fullerton
- Grauman's Chinese Theater, Los Angeles (Hollywood)
- Hollywood National Building, Los Angeles (Hollywood)
- International Mart Building, Los Angeles
- Ocean Center Building (en), Long Beach
- Petroleum Securities Building, Los Angeles
- Quinby Office Building, Los Angeles
- Twenty Sixth Church of Christian Scientists, Los Angeles